# Raya e o Último Dragão
Raya and the Last Dragon (bra/prt: Raya e o Último Dragão) é um filme de animação digital estadunidense dos gêneros aventura e fantasia de 2021, produzido pela Walt Disney Animation Studios e distribuído pela Walt Disney Pictures, sendo o 59º filme do estúdio. Dirigido por Don Hall e Carlos López Estrada, co-dirigido por Paul Briggs e John Ripa, produzido por Osnat Shurer e Peter Del Vecho, e escrito por Qui Nguyen e Adele Lim, a trama é baseada em contos, lendas e culturas do Sudeste Asiático, principalmente em países como Indonésia, Tailândia, Vietnã e Camboja. O filme conta a história da princesa guerreira Raya, e sua jornada na terra encantada de Kumandra em busca do último dragão para salvar seu lar de uma força obscura que ameaça destruir seu reino. Kelly Marie Tran dará a voz para a protagonista e Awkwafina a voz de Sisu, o último dragão.Tendo o lugar na terra fictícia de Kumandra, que consiste em cinco tribos separadas, o filme segue uma jovem princesa guerreira que sai para encontrar um dragão desaparecido e obter sua ajuda na busca de partes de uma joia que baniria o malvado Druun da terra e reunir as tribos.
O filme foi lançado a 5 de março de 2021 pela Walt Disney Studios Motion Pictures, nos cinemas e no Disney+.

## Elenco
- Kelly Marie Tran como Raya; uma princesa guerreira,destemida e aventureira, que embarca em uma jornada mágica.
- Awkwafina como Sisu; um dragão de água que possui o poder de se transformar em uma forma humana.
- Gemma Chan como Namaari; uma princesa guerreira e inimiga de Raya
  - Jona Xiao como Namaari (jovem)
- Daniel Dae Kim como Chefe Benja; pai de Raya e chefe de Kumandra.
- Sandra Oh como Virana; mãe de Namaari.
- Benedict Wong como Tong
- Izaac Wang como Boun
- Thalia Tran como Noi
- Alan Tudyk como Tuk Tuk; melhor amigo de Raya
- Lucille Soong como Dang Hu
- Patti Harrison como Chefe #1
- Ross Butler como Chefe #2

## Produção
Em maio de 2018, foi relatado que a Walt Disney Animation Studios estava desenvolvendo um filme de animação original intitulado Dragon Empire, que seria a estréia na direção de Paul Briggs e Dean Wellins, e escrito por Kiel Murray. Em outubro de 2018, foi relatado que Adele Lim havia sido contratado para escrever o roteiro, com o filme sendo produzido por Osnat Shurer, produtor de Moana (2016). A Disney anunciou oficialmente o filme durante o papel de apresentação da D23 Expo, juntamente com Kelly Marie Tran e Awkwafina escalada para dublar Raya e Sisu, respectivamente. Em agosto de 2020, foi anunciado que Don Hall, conhecido por dirigir Big Hero 6 (2014), e Carlos López Estrada, que se juntou à Disney Animation em 2019, estavam agora assumindo a direção do filme, com Briggs permanecendo como co-diretor e John Ripa se juntou a ele também e, além disso, Qui Nguyen se juntou a Lim como co-escritor e Peter Del Vecho se juntou a Shurer como produtor também.

### Escalação do elenco
Em 2 de agosto de 2019, durante a D23 Expo, Awkwafina e Cassie Steele foram anunciados como intérpretes de Sisu e Raya, respectivamente. Em 27 de agosto de 2020, foi revelado que Kelly Marie Tran havia substituído Steele como Raya.

### Animação e design
O filme se passa em uma terra de fantasia fictícia chamada Kumandra, inspirada nas culturas do sudeste asiático da Tailândia, Vietnã, Camboja, Mianmar, Malásia, Indonésia, Filipinas e Laos. Para pesquisar, a equipe de produção viajou para Laos, Camboja, Tailândia, Vietnã e Indonésia.

## Lançamento
Raya and the Last Dragon estava programado para ser lançado nos cinemas dos Estados Unidos em 25 de novembro de 2020. Porém, devido a pandemia de COVID-19, a data de lançamento foi adiada oficialmente para 5 de março de 2021 para o Disney+, com o filme Soul, da Pixar, ficando com a sua data de novembro.

### Recepção
Até agora, o filme, que chegou aos cinemas e no Disney+ tem uma classificação de 96% "Fresco" no Rotten Tomatoes em 89 avaliações.
O filme é nada menos que uma experiência alegre que defende um otimismo esperançoso na capacidade da humanidade de confiar uns nos outros, apesar de amplas evidências em contrário ", escreveu Katz." ... Os temas relevantes combinam-se com uma animação engenhosa e com base em artes marciais surpreendentemente excelentes ação para entregar o melhor filme animado da Disney desde 'Moana'. "

### Marketing
O primeiro trailer do filme foi lançado em 21 de outubro de 2020. O trailer completo foi lançado em 26 de janeiro de 2021. O trailer internacional do filme foi lançado em 9 de fevereiro de 2021.